# Латекс
Ла́текс (англ. latex, нем. Latex m, Kautschukmilch f) — общее название эмульсий дисперсных полимерных частиц в водном растворе. В природе встречается в виде молока, которое выделяют различные растения, в частности бразильская гевея, одуванчик и другие.

## Общая характеристика
Латекс — микрогетерогенные природные (млечный сок каучуконосных растений) или искусственные системы, которые представляют собой водные дисперсии коллоидных каучуковых частиц (глобул), стабилизированных поверхностно-активными веществами — эмульгаторами.
Форма и размеры частиц латексов тесно связаны с закономерностями процесса эмульсионной полимеризации исходных мономеров. Частицы синтетических латексов зачастую имеют сферическую или близкую к ней форму. Латексные глобулы стабилизированы ионогенным поверхностно-активным веществом чаще анионного типа. Спонтанно, с течением времени или вследствие специальной обработки (кислотно-щелочной, гидродинамическим, температурной и под др. воздействием) в латексной дисперсии образуются вторичные агрегаты, напоминающие гроздья. Первичные глобулы в таких «гроздьях» слиплись, но их коалесценция не состоялась. В большинстве случаев латексы не являются монодисперсными и характеризуются той или иной степенью полидисперсности, которая, в свою очередь, зависит от условий протекания полимеризационного процесса. Как правило, диаметр первичных латексных глобул составляет 10−200 нм. В различных отраслях промышленности широко применяются изопреновые, бутадиеновые, бутадиен-стирольные, бутадиен-метилстирольные, хлоропреновые, изобутилен-изопреновые, карбоксилатные, акриловые, уретановые и другие латексы.

## Получение изделий из латекса
На форму наносят раствор соли, напр. хлористого кальция. Затем опускают форму в латекс. Раствор соли содержит положительно заряженные частицы металла — катионы. При внесении формы в латекс с её поверхности вглубь латекса начинают диффундировать катионы. Встречая на своем пути отрицательно заряженные частицы латекса, положительно заряженные катионы разряжают их, и каучуковые частицы оседают в виде тонкого каучукового слоя на форме.

## Латекс на основе натурального каучука
Товарный латекс на основе натурального каучука (ЛН) — концентрированный и стабилизированный млечный сок бразильской гевеи. Содержание сухого вещества в исходном соке составляет 37–41 %, в товарном ЛН его содержание увеличивается до 58–75 %. Способы концентрирования — отстаивание и центрифугирование; последний метод наиболее эффективный и продуктивный.
Латексные смеси готовят введением в его состав множества ингредиентов: вулканизующих агентов, ускорителей и активаторов вулканизации, антиоксидантов, порошковых наполнителей, поверхностно-активных веществ, антистабилизирующих добавок, способствующих снижению устойчивости коллоидной системы, загустителей, пластификаторов, пеногасителей или, наоборот, стабилизаторов пены и так далее. При изготовлении смесей целесообразно использовать свежеприготовленные дисперсии и эмульсии ингредиентов. Хранить их следует в ёмкостях при непрерывном перемешивании, не допуская пенообразования. Сначала в латекс вводят стабилизаторы, затем остальные ингредиенты и, в последнюю очередь, перед непосредственным применением, дисперсию оксида цинка. Для смешивания латекса с эмульсиями, дисперсиями, растворами используют эмалированные или обрезиненные антикоррозионными покрытиями ёмкости, снабжённые рубашками для охлаждения или нагрева и мешалками с переменной частотой вращения в пределах 30–40 об/мин. Продолжительность приготовления смеси — 30–60 минут. В ряде случаев смесь «вызревает» 6–24 часов при температуре +20…+60 °С и медленном перемешивании. При этом меняются коллоидно-химические характеристики смеси (снижается уровень рН, возрастает вязкость и другое), повышается её однородность, полимер в смеси частично вулканизируется, улучшаются технологические свойства смеси.
Основную массу ЛН применяют для получения натуральных каучуков, около 8–10 % — для получения латексных изделий: перчаток, метеорологических, радиозондовых и шаропилотных оболочек, медицинских изделий, резиновых нитей, губчатой резины, лёгкой резиновой и спортивной обуви, латексных клеёв различного назначения: для кожи, резины, металлов, для производства обуви, для наклеивания корешков переплётов книг, заклеивания коробок, пакетов, наклеивания этикеток, при изготовлении листовой фанеры и других деревянных изделий, для приклеивания паркета, линолеума, полимерных плиток к различным основаниям пола; в производстве текстильных материалов и ковров (для соединения хлопчатобумажных, шерстяных и льняных нитей без образования узлов и толстых складок), для производства абразивных материалов в сочетании с меламино-формальдегидными олигомерами; для склеивания пенополистирола, пенорезины, ПВХ-материалов, для приклеивания керамики, стекла, металлов к бумаге, ткани, коже, полистиролу и к другим мягким и твёрдым материалам.

## Латексы на основе синтетических каучуков
Латексы на основе синтетических каучуков (ЛС) — коллоидные водные дисперсии синтетических каучуков и других полимеров (полистирол, сополимеры стирола с 20–35 % (по массе) бутадиена), полученные в большинстве случаев эмульсионной полимеризацией одного или нескольких диеновых, винильного, винилиденовых и других мономеров. Некоторые ЛС изготавливают диспергированием в воде в присутствии поверхностно-активных веществ «готовых» полимеров (бутилкаучука, полиизопрена СКИ-3, силоксановых и других СК — искусственные латексы). К ЛС относят также водные дисперсии термопластов (ПВХ, ПВА), получаемые эмульсионной или суспензионной полимеризацией. Важными характеристиками для потребителя является средний размер глобул, рН среды и содержание сухого остатка: чем больше размер глобул, тем большего содержания сухого остатка можно добиться при концентрировании ЛС, при малых размерах глобул — выше стабильность ЛС.

## Использование
Латекс используется в химической промышленности как реагент-флокулянт при обогащении полезных ископаемых.

### Изделия, изготовленные с применением латекса
Латекс используется в производстве следующих изделий: эластичный бинт, медицинский бандаж, ластики, воздушные шарики, хирургические перчатки, бактерицидный пластырь, некоторые виды обуви и предметы одежды, катетеры, презервативы, соски (в т.ч. пустышки), некоторые предметы спортивного инвентаря, некоторые ремешки для часов, массажёры для зубов, бельевая резинка, краски, различные маски, матрацы, подушки, линолеум и другие.

## Аллергия на латекс
Протеины (белки), содержащиеся в латексе натурального каучука (также в киви), в нечастых случаях (наследственная предрасположенность + сенсибилизация) могут вызвать аллергию, которая обычно проявляется в виде высыпаний на коже в месте соприкосновения с изделиями, произведёнными из натурального латекса (и далее), а также сопровождается затруднением дыхания с падением сосудистого давления (анафилактический шок), раздражением носовых каналов, в редких случаях даже может привести к летальному исходу.
Эффективным способом избавления от такой аллергии является избегание контакта с провоцирующим аллергеном. Если у человека выявлена аллергия, то он должен стараться избегать контакта с любыми изделиями, содержащими натуральный каучук. Вместо этого используются медицинские и бытовые средства индивидуальной защиты (перчатки, презервативы), состоящие из синтетических эластичных субстанций: полиуретан, нитрил, изопрен, неопрен, стирол-бутадиен и т. д. В настоящее время применяются технологии по очистке натурального латекса от некоторых составляющих, которые могут вызывать аллергию.